# Emails I Can’t Send
Emails I Can’t Send – piąty album studyjny amerykańskiej piosenkarki Sabriny Carpenter. Wydawnictwo ukazało się 15 lipca 2022 roku nakładem wytwórni Island Records. Jest to pierwszy album amerykanki wydany we współpracy z tą wytwórnią fonograficzną. Ten popowy album powstał w zamyśle listów, które Carpenter pisała w ramach swojej własnej terapii. Listów nie wysyłała, lecz na ich podstawie stworzyła piosenki.
Promocję albumu rozpoczęto 9 września 2021 roku, wraz z premierą pierwszego promującego singla – "Skinny Dipping". 18 lutego 2022 roku wydany został drugi utwór "Fast Times", a następnie 1 lipca – "Vicious". Ostatnim singlem stał się utwór – "Nonsense".

## Pozycja na liście sprzedaży
| Kraj              | Lista                     | Pozycja |
| ----------------- | ------------------------- | ------- |
| Australia         | ARIA CHARTS               | 44      |
| Belgia            | Ultratop 200 Albums       | 135     |
| Kanada            | Billboard Canadian Albums | 55      |
| Irlandia          | IRMA                      | 57      |
| Nowa Zelandia     | RMNZ                      | 27      |
| Wielka Brytania   | UK Albums Chart           | 76      |
| Stany Zjednoczone | Billboard 200             | 23      |

## Lista utworów[15]
| CD  | CD                      | CD      |
| Nr  | Tytuł utworu            | Długość |
| --- | ----------------------- | ------- |
| 1.  | „Emails I Can’t Send”   | 1:44    |
| 2.  | „Vicious”               | 2:29    |
| 3.  | „Read Your Mind”        | 3:27    |
| 4.  | „Tornado Warnings”      | 3:24    |
| 5.  | „Because I Liked a Boy” | 3:16    |
| 6.  | „Already Over”          | 2:50    |
| 7.  | „How Many Things”       | 4:03    |
| 8.  | „Bet U Wanna”           | 3:11    |
| 9.  | „Nonsense”              | 2:43    |
| 10. | „Fast Times”            | 2:54    |
| 11. | „Skinny Dipping”        | 2:57    |
| 12. | „Bad for Business”      | 3:08    |
| 13. | „Decode”                | 3:08    |
|     |                         | 39:14   |